# Cameron Thor
Cameron Thor (Los Angeles, 17 marzo 1960) è un attore statunitense.

## Biografia
Ha debuttato nel 1988 con il film L'ultima battuta (Punchline).
Tra le altre apparizioni: War Part (1988), nella parte di Lindquist, Hook - Capitano Uncino (1991, nella parte di Ron, La tenera canaglia (1991), nella parte di un martire, Codice d'onore (1992), nella parte del Cdr. Lawrence; Jurassic Park (1993), nella parte di Lewis Dodgson; Sotto il segno del pericolo, nella parte di un agente che sorvegliava, Comforter, Miserable (2001), nella parte di Ken, Windtalkers (2002), nella parte di Mertens, Heroes (2002), nella parte di un detective e Undiscovered (2005), nella parte di Cameron.
Nel 2016 viene condannato a 6 anni di prigione per aver stuprato una ragazzina di 13 anni nel 2009.

## Filmografia

### Attore

#### Cinema
- L'ultima battuta (Punchline), regia di David Seltzer (1988)
- Patto di guerra (War Party), regia di Franc Roddam (1988)
- Hook - Capitan Uncino (Hook), regia di Steven Spielberg (1991)
- La tenera canaglia (Curly Sue), regia di John Hughes (1991)
- Codice d'onore (A Few Good Men), regia di Rob Reiner (1992)
- Jurassic Park, regia di Steven Spielberg (1993)
- Sotto il segno del pericolo (Clear and Present Danger), regia di Phillip Noyce (1994)
- Comforter, Miserable, regia di Johnathon Schaech (2001)
- Windtalkers, regia di John Woo (2002)
- Heroes, regia di Johnathon Schaech - cortometraggio (2002)
- Undiscovered (2005)

#### Televisione
- Vittima d'amore (When No One Would Listen), regia di Armand Mastroianni - film TV (1992)
- Star Trek: The Next Generation – serie TV, episodi 7x04-7x05 (1993)
- Ring of Fire, regia di Allison Anders - film TV (2013)

### Regista
- Conflitto fatale (The Giving Tree, 2000)